# تشارلز واشنطن
تشارلز واشنطن (بالإنجليزية: Charles Washington)‏ هو لاعب كرة قدم أمريكية أمريكي، ولد في 8 أكتوبر 1966 في شريفبورت في الولايات المتحدة.

## وصلات خارجية
- تشارلز واشنطن على موقع مرجع كرة القدم المحترفة.كوم (الإنجليزية)
- تشارلز واشنطن على موقع JustSportsStats.com (الإنجليزية)